# Formazione di Urano
La formazione di Urano segue la stessa storia della formazione di tutti i pianeti del sistema solare.
Dopo la costituzione della nebulosa solare, (avvenuta circa 4,6 miliardi di anni fa), ed una rapida rotazione della stessa, comincia l'addensamento gravitazionale della nube interstellare (composta dal 70% di idrogeno, il 27% di elio ed il 3% di elementi pesanti); quindi il collasso della materia primordiale in un disco rotante. Gli elementi condensatisi per primi furono: ferro, nickel, e silicati di ferro e magnesio nelle zone più esterne della nebulosa. Contemporaneamente a questa fase (la condensazione in granuli), inizia la caduta delle particelle verso la zona mediana della nebulosa stessa e la conseguente formazione di un denso disco di polveri.
Urano completa l'accrezione in circa 107 anni e la sua formazione, come quella di Nettuno assomiglia maggiormente a quella dei pianeti di tipo terrestre, essendo profondamente differente da quella di Giove e di Saturno che si sono formati in presenza di grandi quantità di idrogeno ed elio.
In questa fase Fernandez ed Ip nel 1983 collocano l'origine dei planetesimi, che sarebbero stati immessi in orbite molto eccentriche dall'azione dei nuclei di Urano e di Nettuno, anche se l'influenza di Urano è stata inferiore in quanto inibita dall'azione gravitazionale di Giove e Saturno, e questi corpi celesti avrebbero costituito la nube di Oort e la fascia cometaria.
Dopo che la materia gassosa viene rimossa dalle regioni interne, grazie al vento solare, nella zona dove il ghiaccio d'acqua diventa stabile, a circa 5 unità astronomiche, avviene l'accrescimento di Giove e Saturno, mentre per Urano e Nettuno, che raccolgono i residui dei gas espulsi, il tutto avviene in maniera molto più lenta.
Grazie alle forze gravitazionali ed al decadimento radioattivo si è avuta una differenziazione di densità con la caduta verso l'interno degli elementi più pesanti con la formazione di un nucleo costituito da silicati rocciosi, circondato da strati di ghiaccio d' acqua, metano ed ammoniaca ed ancora più esternamente un'atmosfera di idrogeno, elio e metano.
Nell'ultima fase c'è stata la formazione del sistema satellitare e degli anelli attraverso meccanismi secondari di accrezione, cattura di corpi celesti ed episodi di collisione.